# Étienne-Gabriel Morelly

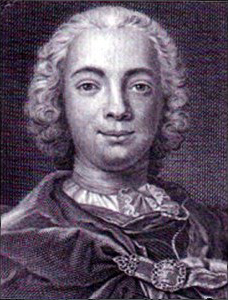
Étienne-Gabriel Morelly

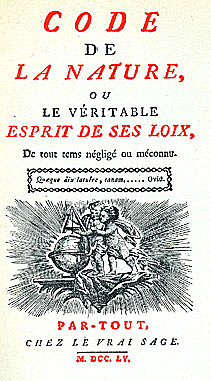
Titelblatt des Code de la Nature, ou le véritable Esprit de ses Loix (1755)

Étienne-Gabriel Morelly (* 1717 in Vitry-le-François; † 1778) war ein französischer Philosoph.

## Leben und Wirken
Morelly kann als der „vergessene Philosoph“ der Aufklärung betrachtet werden. Nur wenige seiner Schriften sind erhalten, darunter der Code de la Nature, erschienen 1755. Auch von seinem Leben ist sehr wenig bekannt. Lange vermutete man auch, dass Morelly eigentlich niemand anderer als Denis Diderot sei.
Der Code de la Nature kann als frühsozialistisches Werk bezeichnet werden, in dem Privatbesitz als der Urgrund allen Übels beschrieben wird. So heißt es zum Beispiel in Artikel 1 des dort festgehaltenen Strafgesetzes: „Wer […] auch nur den Versuch macht, […] das verabscheuungswürdige Privateigentum wieder einzuschmuggeln, wird […] als ein Feind der Menschheit angesehen. […] Sein Name wird für immer aus den Listen der Bürger gestrichen.“

## Werke (in Auswahl)
- Essai sur l’esprit humain, ou Principes naturels de l’éducation. C.-J.-B. Delespine, Paris 1743 (Digitalisat bei Gallica).
- Essai sur le coeur humain, ou Principes naturels de l’éducation. C.-J.-B. Delespine, Paris 1745 (Digitalisat bei Gallica).
- Physique de la beauté, ou Pouvoir naturel de ses charmes. Aux dépens de la compagnie, Amsterdam, sowie G. Fricx, Brüssel 1748 (Digitalisat bei Gallica).
- Naufrage des isles flottantes, ou Basiliade du célèbre Pilpai. Poëme héroïque, traduit de l’Indien. Zwei Bände. Par une société de libraires, Messine 1753 (Digitalisate des ersten und zweiten Bands bei Gallica).[3]
- Code de la nature, ou le véritable esprit de ses loix, de tout tems négligé ou méconnu. Chez le vrai sage, Par-tout [d. i. im Selbstverlag, Paris] 1755 (Digitalisat unter taieb.net; Digitalisat bei Gallica).
  - Code de la nature, par Morelly. Réimpression complète, augmentée des fragments importants de la Basiliade, avec l'analyse raisonnée du système social de Morelly de [François] Villegardelle. Paul Masgana, Paris 1841 (Digitalisat bei Gallica).
  - Grundgesetz der Natur von Diderot nebst einer Zugabe. Deutsche Übersetzung des hier fälschlich Diderot zugeschriebenen[4] Werkes durch Ernst Moritz Arndt. Weidmann, Leipzig 1846 (Digitalisat  bei Google) (Digitalisat bei der Bayerischen Staatsbibliothek).
  - Gesetzbuch der natürlichen Gesellschaft oder der wahre Geist ihrer Gesetze zu jeder Zeit übersehen oder verkannt. Deutsche Übersetzung von Ernst Moritz Arndt, herausgegeben von Werner Krauss. Akademie-Verlag, Berlin 1964.
- Le Prince, les délices des cœurs, ou Traité des qualités d’un grand roi et sistème général d’un sage gouvernement. Zwei Bände. Aux dépens de la Compagnie, Amsterdam 1751 (Digitalisat des ersten Bands bei Gallica; Digitalisat des ersten Bands bei der Bayerischen Staatsbibliothek digital; Digitalisat des zweiten Bands im Internet Archive).
- Lettres de Louis XIV aux princes de l’Europe, à ses généraux, ses ministres, etc., recueillies par M. Rose, secrétaire du cabinet. Avec des remarques historiques. Paris, Frankfurt, Lüttich und Bassompierre 1755.
- L’Hymen vengé en cinq chants, suivi de la traduction libre en vers françois de Médée, tragédie de Sénèque, et de quelques pièces fugitives. London und Paris 1778.